# هاسندورف
هاسندورف (به آلمانی: Hassendorf) یک شهر در آلمان است که در Sottrum واقع شده‌است.
 هاسندورف  ۱٬۱۴۲ نفر جمعیت دارد.